# 山東龍屬
山東龍屬（意為“山東蜥蜴”）是種頭部平坦，没有冠饰的鴨嘴龍科恐龍，归类于栉龙亚科，為世界上已知最大型的非蜥腳類植食恐龍，其體型甚至超越暴龍、棘龍等最大型的肉食恐龍。山東龍發現於中國山東半島的王氏群地層，地質年代屬於晚白堊紀。

## 敘述

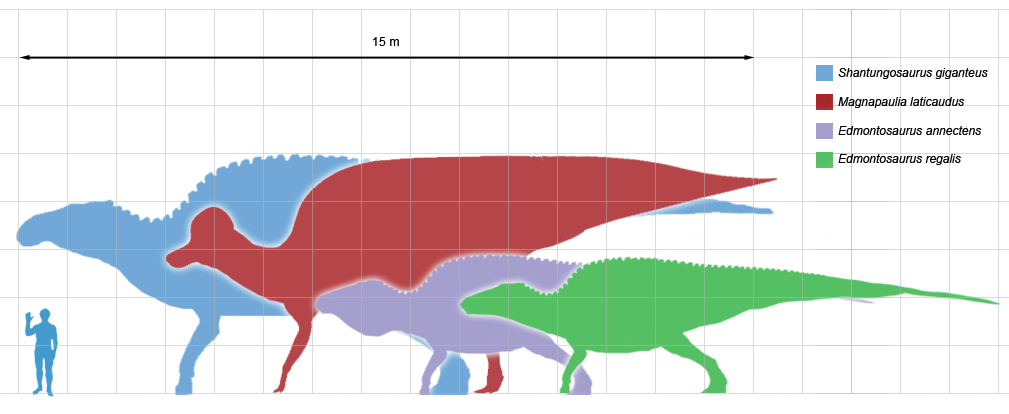
四種大型鳥腳類恐龍的體型相比。由左到右分別為：山東龍、巨保罗龙、鴨龍(连接埃德蒙顿龙)、帝王埃德蒙頓龍

山東龍是目前已知體型最大、身長最長的鴨嘴龍科恐龍之一。一個中等個體的複合骨骸保存於北京中國地質學院，該正模標本身長14.72公尺，頭顱骨長1.63公尺。山東龍重量估計約達16噸。山東龍具有長尾巴，可能使身體的重心維持在臀部。根據複合材料而重建的諸城龍骨架模型，身長可達16.6公尺。目前諸城龍被視為根山東龍是同種動物，使得山東龍成為已知最大型的鳥臀目恐龍。 
如同所有鴨嘴龍類，山東龍的喙狀嘴缺乏牙齒，但牠們頜部有1,500顆咀嚼用牙齒。山東龍鼻孔附近有個由寬鬆垂下物所覆蓋的洞，可能用來發出聲音。

## 發現與種

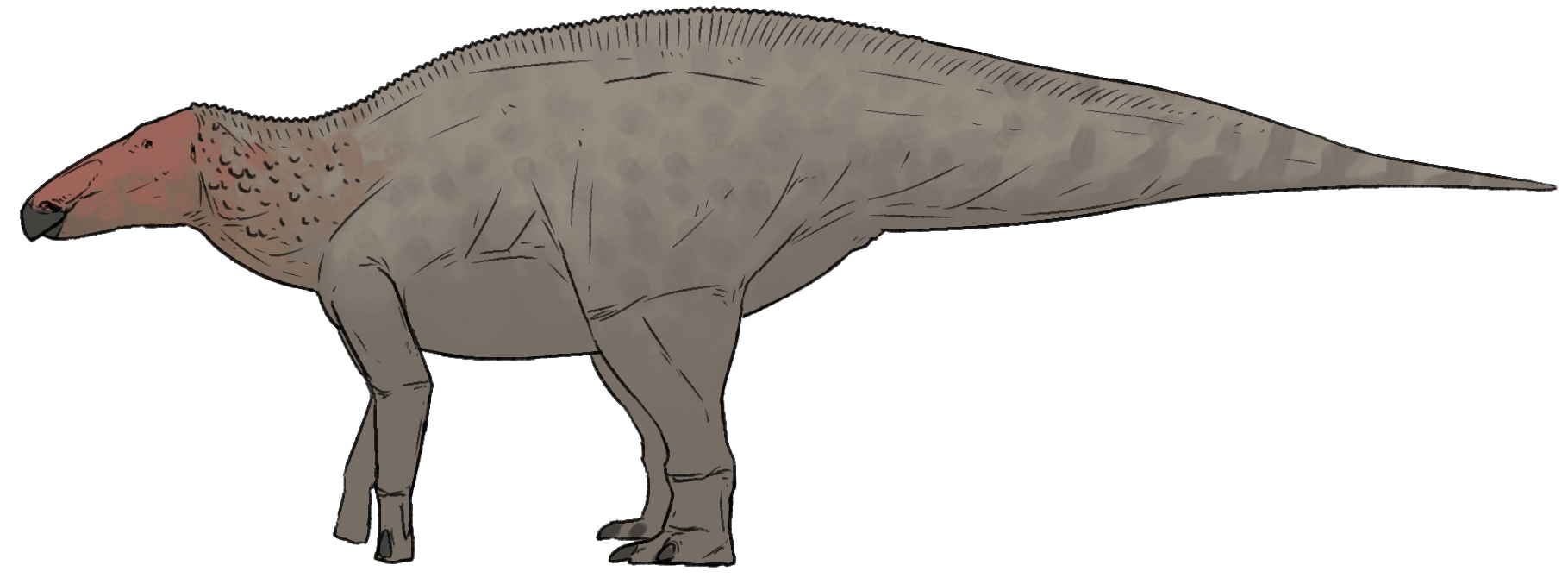
山東龍的復原圖

化石在1964年發現於山東省諸城市，目前已發現超過5個不完整骨骸。中國古生物學家徐星根據目前已發現化石，發現山東龍與埃德蒙頓龍有許多共同特徵，兩者可能形成一個演化支。
在2007年被敘述、命名的巨大諸城龍（Zhuchengosaurus maximus），化石來自於數個個體，包含頭顱骨、四肢骨頭、脊椎，也是發現於山東省諸城市。在2011年，研究發現山東龍、諸城龍其實是同種動物，代表不同生長階段

## 照片

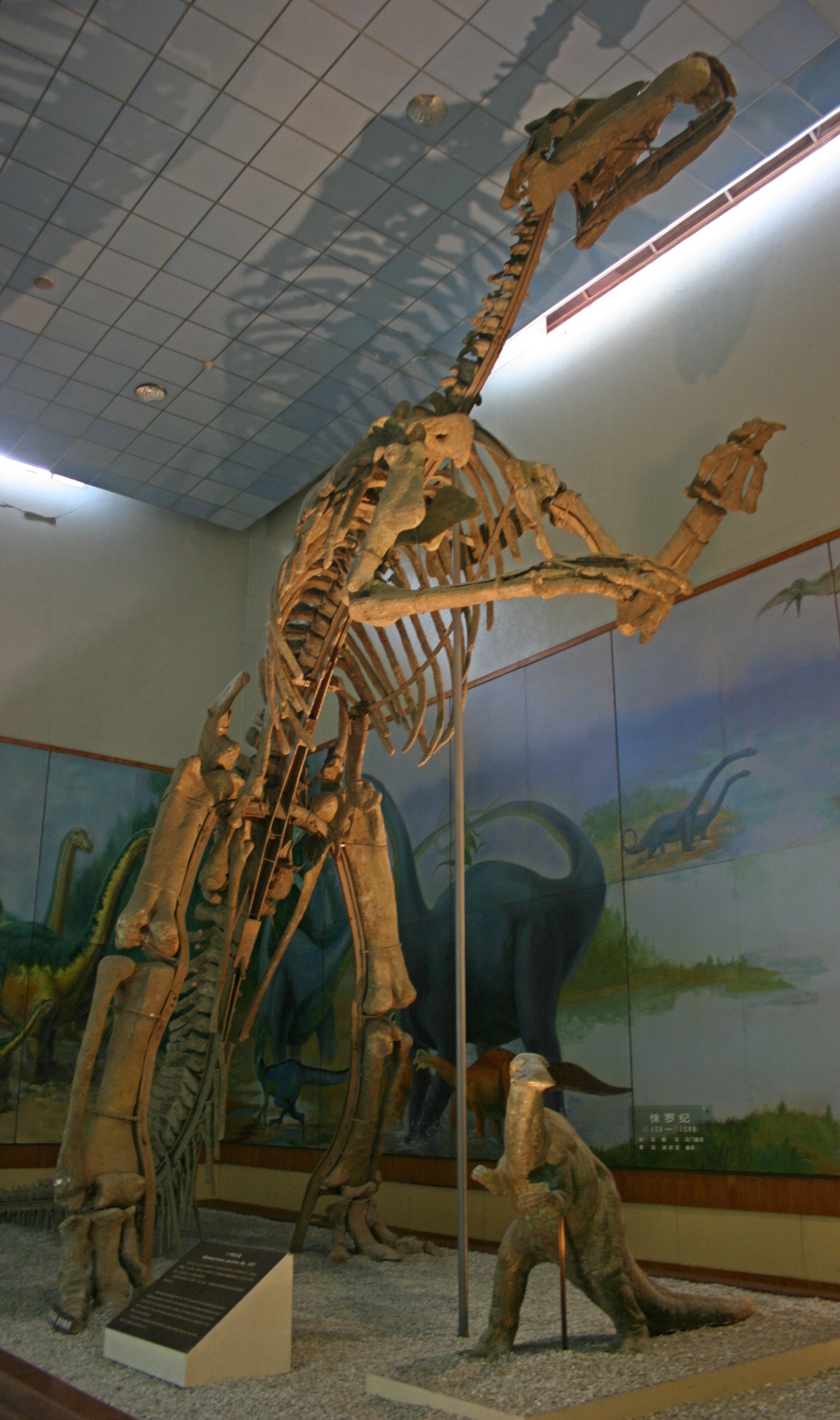
山東龍的骨架 - 山东省博物馆
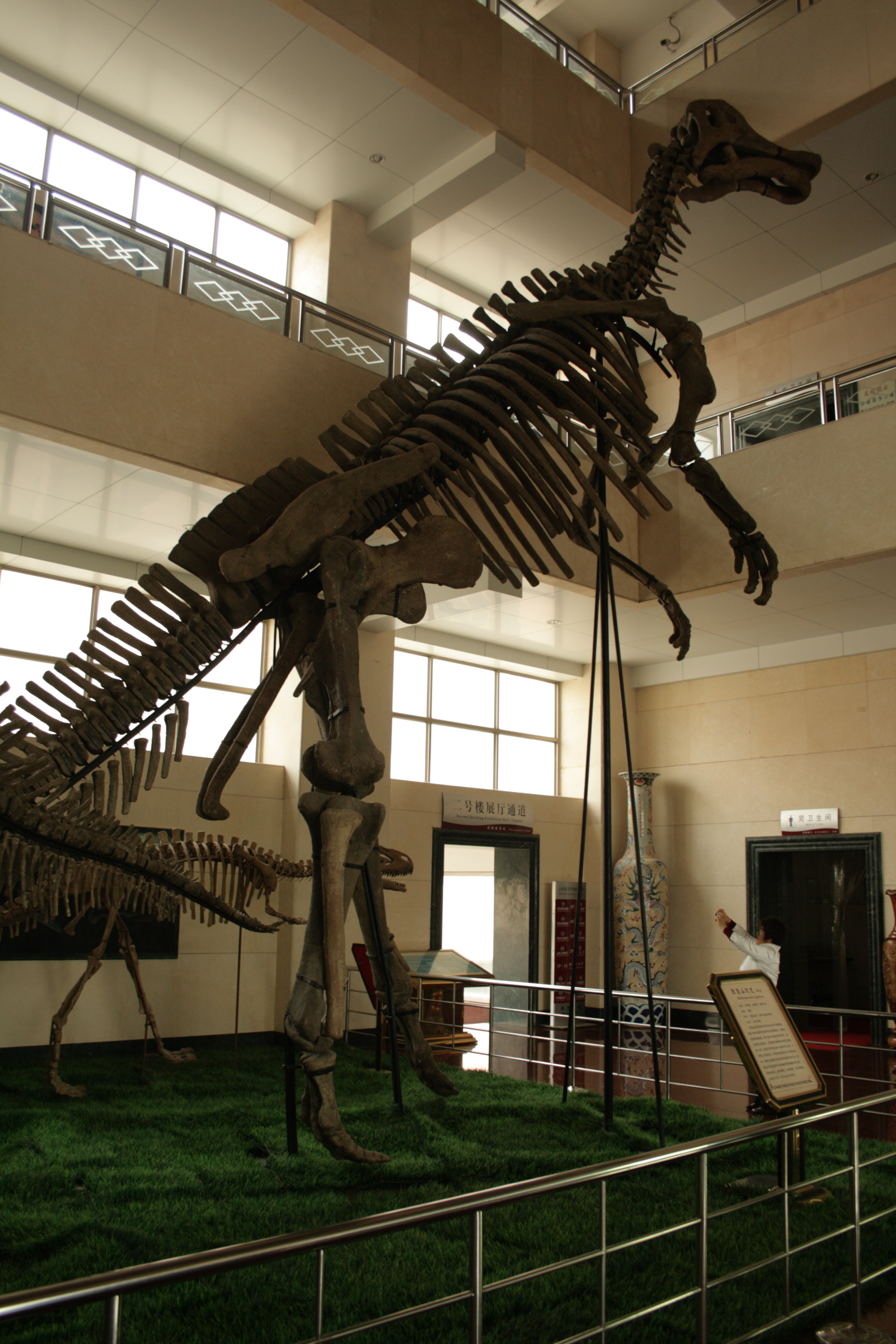
山東龍的骨架 - 山東省博物館

## 外部連結
- See entry on Shantungosaurus at DinoData (registration required, free) （页面存档备份，存于）